# Premiul Globul de Aur pentru cel mai bun actor de televiziune (dramă)
Premiul Globul de Aur pentru cel mai bun actor într-un serial de televiziune, dramă este unul dintre premiile care se acordă anual la gala Premiile Globul de Aur, și este decernat de Asociația de presă străină de la Hollywood (Hollywood Foreign Press Association, HFPA).

## Câștigători

### Anii 1960
Cel mai bun star TV
- 1961: Egalitate — John Daly și Bob Newhart
- 1962: Richard Chamberlain - Dr. Kildare
- 1963: Mickey Rooney - Mickey
- 1964: Gene Barry - Burke's Law
- 1965: David Janssen - The Fugitive
- 1966: Dean Martin - The Dean Martin Show
- 1967: Martin Landau - Mission: Impossible
- 1968: Carl Betz - Judd for the Defense

Cel mai bun actor TV - Dramă
- 1969: Mike Connors - Mannix

### Anii 1970
- 1970: Peter Graves - Mission: Impossible
- 1971: Robert Young - Marcus Welby, M.D.
- 1972: Peter Falk - Columbo
- 1973: James Stewart - Hawkins
- 1974: Telly Savalas – Kojak
- 1975: Egalitate — Robert Blake - Baretta și Telly Savalas - Kojak
- 1976: Richard Jordan - Captains and the Kings
- 1977: Edward Asner - Lou Grant
- 1978: Michael Moriarty - Holocaust
- 1979: Ed Asner - Lou Grant

### Anii 1980
Cel mai bun Actor - Serial Dramă
- 1980: Richard Chamberlain - Shogun
- 1981: Daniel J. Travanti - Hill Street Blues
- 1982: John Forsythe - Dinastia
- 1983: John Forsythe - Dinastia
- 1984: Tom Selleck - Magnum, P.I.
- 1985: Don Johnson - Miami Vice
- 1986: Edward Woodward - The Equalizer
- 1987: Richard Kiley - A Year in the Life
- 1988: Ron Perlman - Beauty and the Beast
- 1989: Ken Wahl - Wiseguy

### Anii 1990
- 1990: Kyle MacLachlan - Twin Peaks
- 1991: Scott Bakula - Quantum Leap
- 1992: Sam Waterston - I'll Fly Away
- 1993: David Caruso - NYPD Blue
- 1994: Dennis Franz - NYPD Blue
- 1995: Jimmy Smits - NYPD Blue
- 1996: David Duchovny - Dosarele X
- 1997: Anthony Edwards - ER
- 1998: Dylan McDermott - The Practice
- 1999: James Gandolfini - The Sopranos

### Anii 2000
- 2000: Martin Sheen - The West Wing
- 2001: Kiefer Sutherland - 24
- 2002: Michael Chiklis - The Shield
- 2003: Anthony LaPaglia - Without a Trace
- 2004: Ian McShane - Deadwood
- 2005: Hugh Laurie - House
- 2006: Hugh Laurie - House
- 2007: Jon Hamm - Mad Men
- 2008: Gabriel Byrne - In Treatment
- 2009: Michael C. Hall - Dexter

### Anii 2010
- 2010: Steve Buscemi - Boardwalk Empire
- 2011: Kelsey Grammer - Boss
- 2012: Damian Lewis - Homeland
- 2013: Bryan Cranston - Breaking Bad
- 2014: Kevin Spacey - House of Cards
- 2015: Jon Hamm - Mad Men
- 2016: Billy Bob Thornton - Goliath
- 2017: Sterling K. Brown - This Is Us
- 2018: Richard Madden - Bodyguard
- 2019: Brian Cox - Succesiunea

### Anii 2020
- 2020: Josh O'Connor - The Crown
- 2021: Jeremy Strong - Succesiunea
- 2022: Kevin Costner - Yellowstone
- 2023: Kieran Culkin - Succesiunea
- 2024: Hiroyuki Sanada - Shōgun